# 女神湖

湖畔に建つ女神像
1969年（昭和44年）9月、女神湖のシンボルとして建立。

女神湖（めがみこ）は、長野県北佐久郡立科町にある湖。農業用に建設された人造湖・赤沼温水溜池（あかぬまおんすいためいけ、単に赤沼溜池とも）の別名であり、リゾート地としての開発も行われている。八ヶ岳中信高原国定公園に含まれている。

## 地理
蓼科山から北西方向に約4キロメートル離れた地点に位置する。湖面標高1,540メートル、面積0.12平方キロメートル、周囲1.5キロメートル、水深は平均で4メートルである。
1966年、赤沼と呼ばれる湿地に温水ため池として完成。江戸時代に開削された農業用水路・塩沢堰に施された改良事業の一環として建設されたものである。貯水容量は32万立方メートルで、下流に広がる1,537.3ヘクタールの農地を潤す。蓼科山は別名を女神山（女神は「めのかみ」と読む）といい、これにちなんで女神湖と命名された。
1967年にはビーナスラインが開通し、観光開発面で先行していた白樺湖と接続した。これを機に立科町は女神湖の湖面利用権を得て観光開発を進め、宿泊施設やレジャー施設が多数建設された。周辺はシラカンバやカラマツの天然林が広がり、春はザゼンソウが、初夏にはレンゲツツジが見頃を迎える。夏、8月11日（山の日）には白樺高原花火大会が開催される。冬は結氷した湖面にサーキットが開設され、企業や官公庁向けの講習会場として役立てられている。

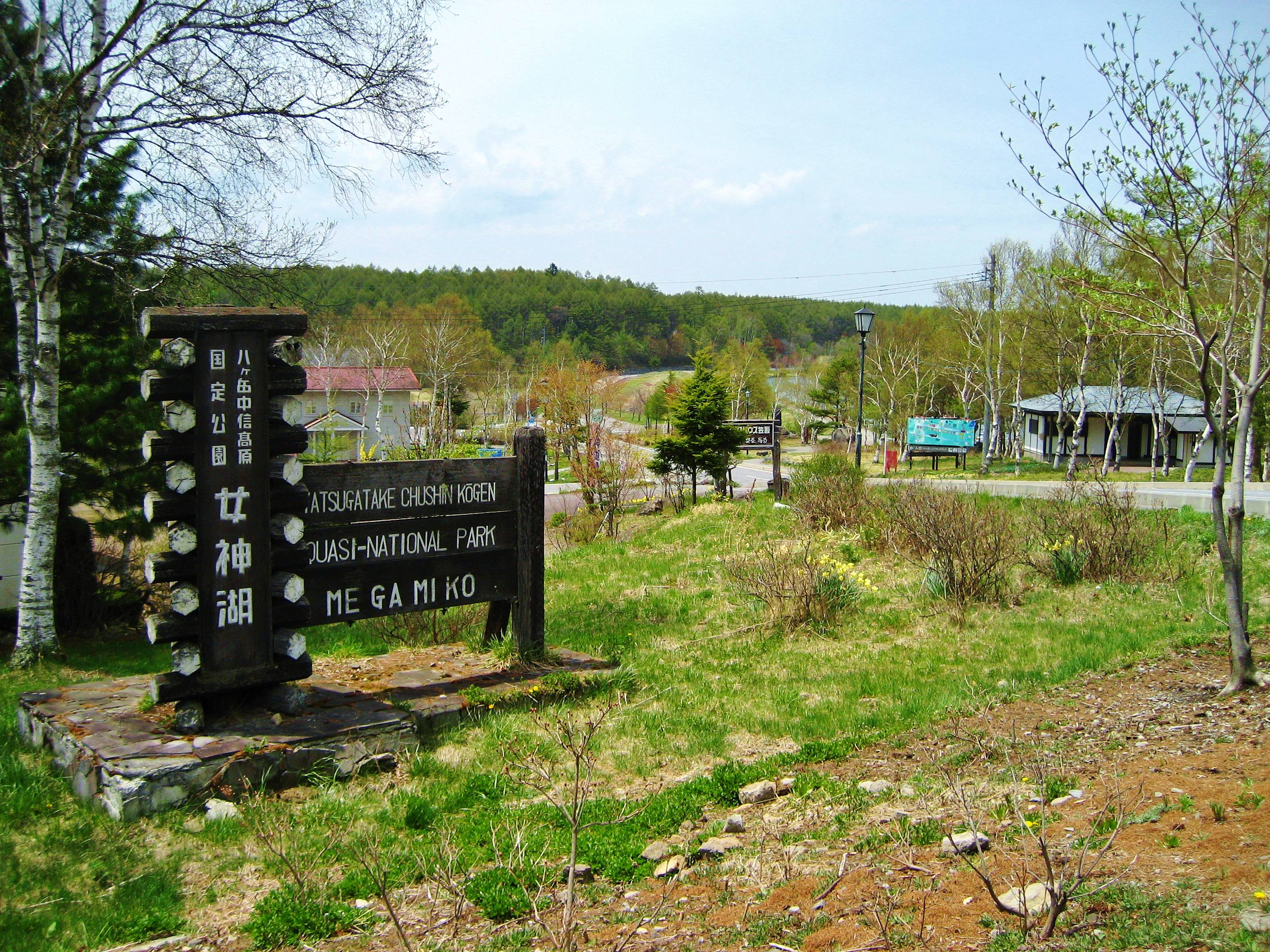
女神湖入口 （県道40号沿い）
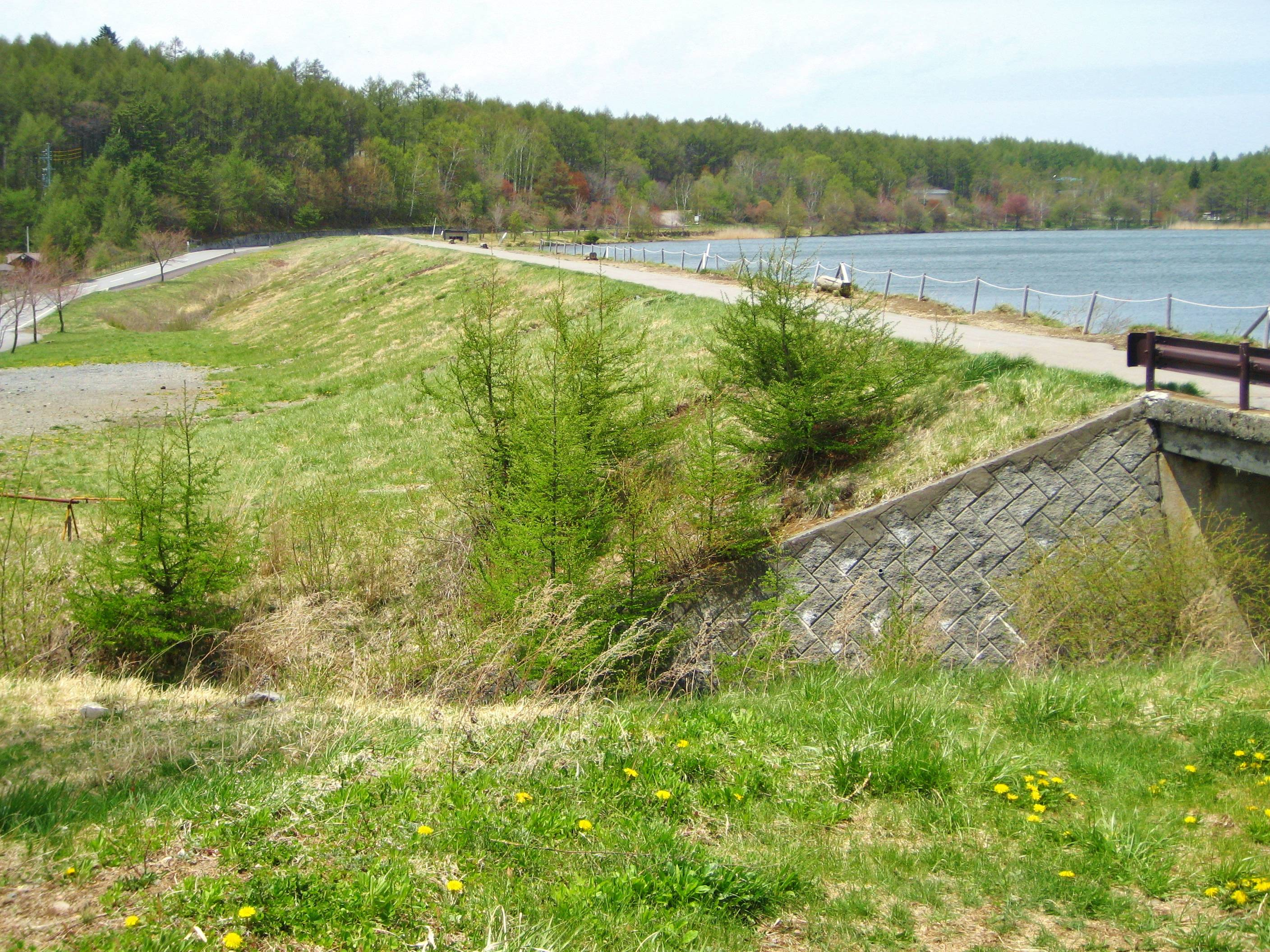
堰堤
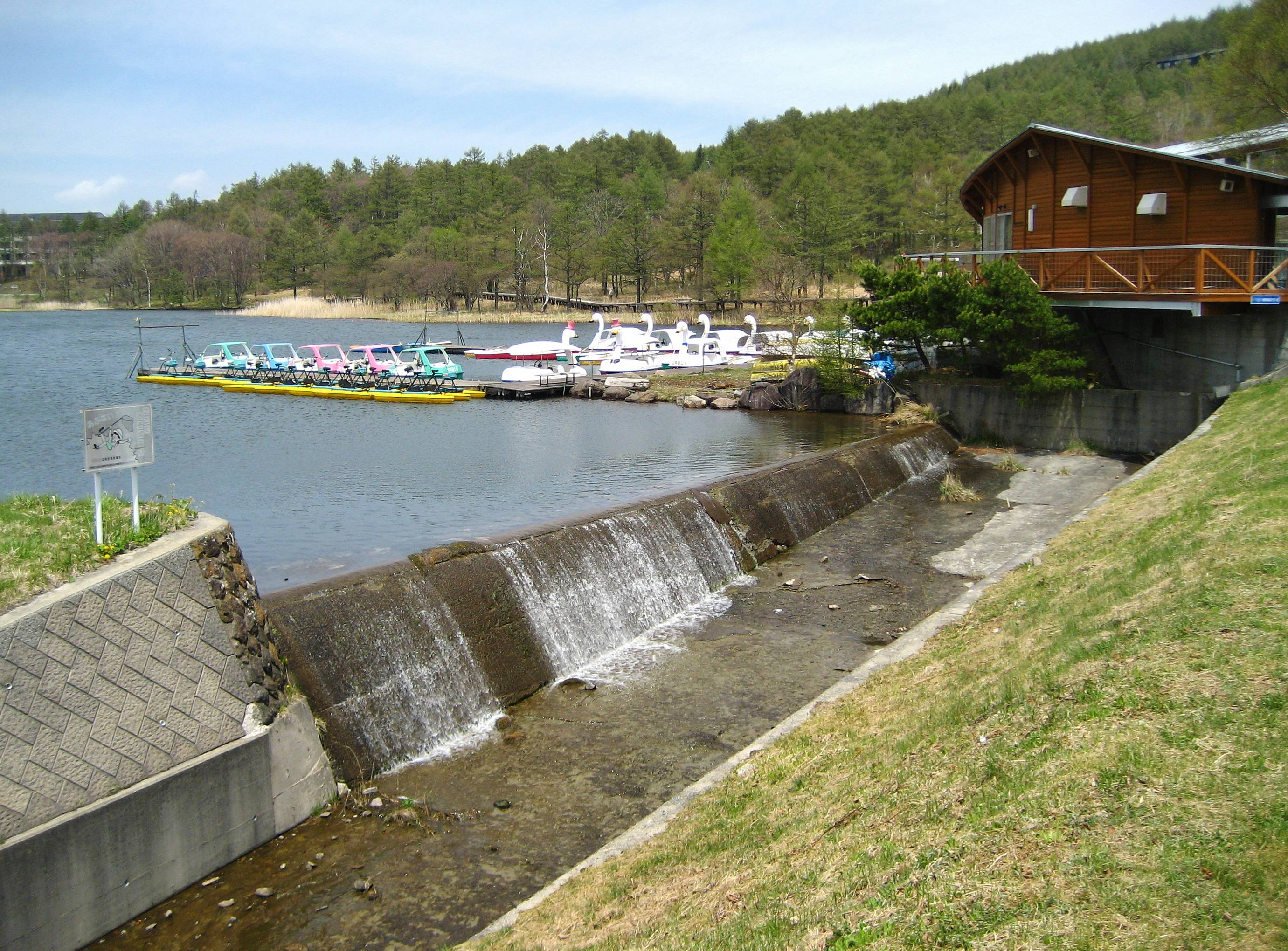
余水吐
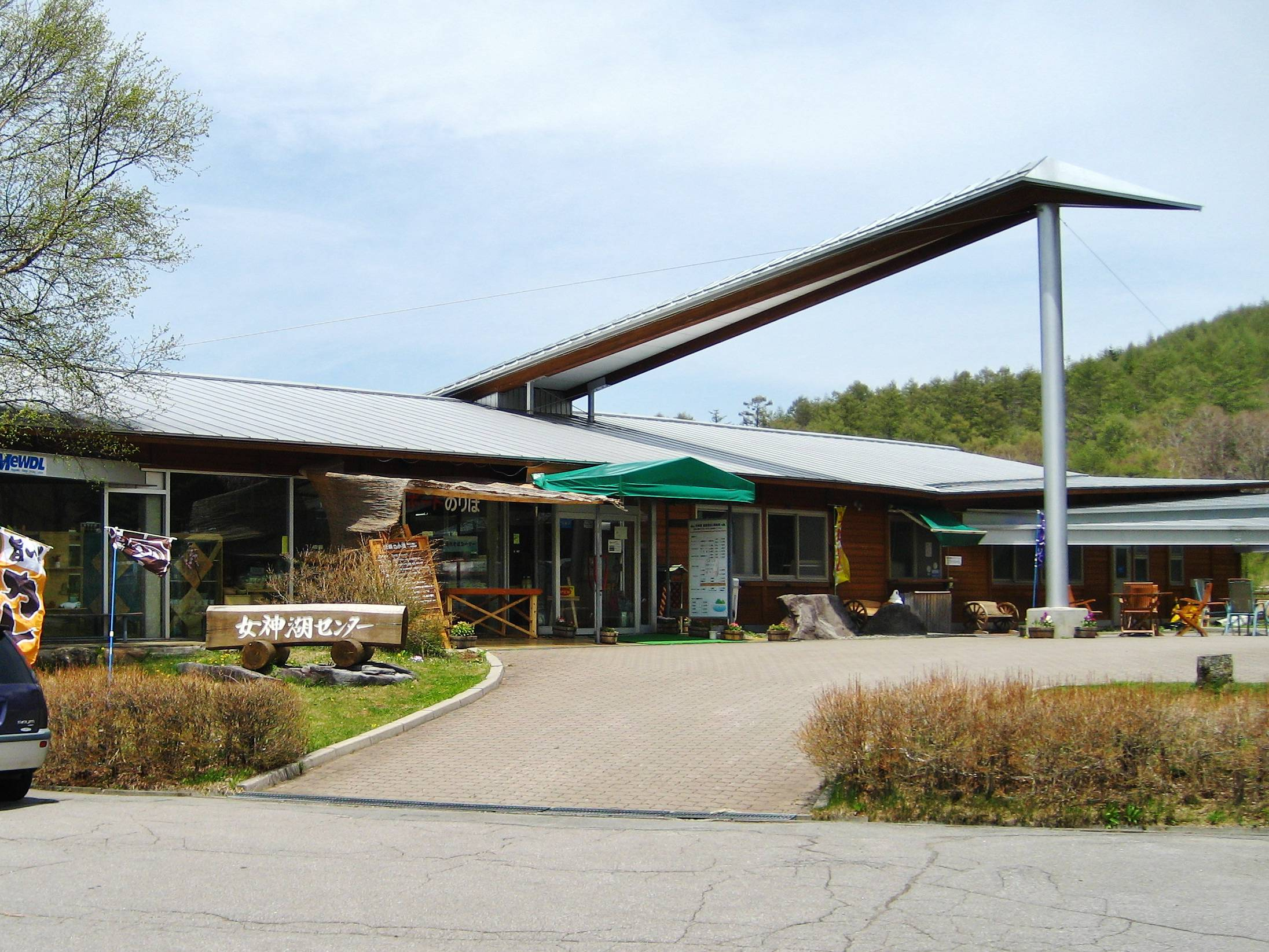
女神湖センター

## 塩沢堰

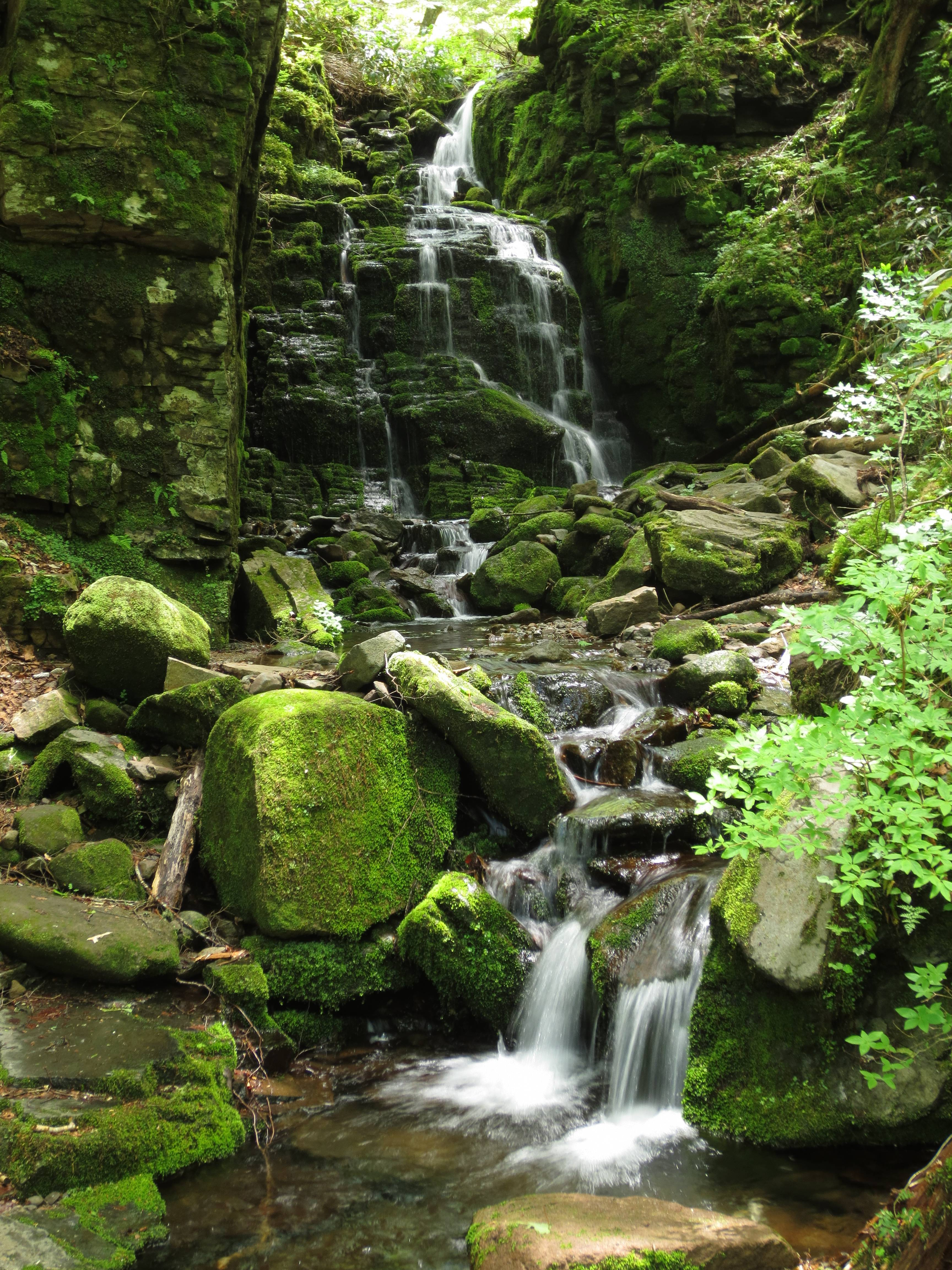
蓼仙の滝（御泉水自然園・水出水源）

塩沢堰（しおざわせぎ）は、立科町を流れる農業用水路である。宇山堰・八重原堰とともに蓼科三堰のひとつに数えられ、疏水百選にも選定されている。
元々の塩沢堰は江戸時代に六川長三郎が開削したもので、正保元年に着工し、正保3年に完成した。水源は山中にある弁天神源泉（標高1,680メートル）や水出源泉（標高1,660メートル）など。それまで50石余りであった当地の石高は、塩沢堰の完成により飛躍的に増大し、寛文12年には662石を数えるまでになった。六川長三郎の名は強大な権力とともに代々継承され、用水路の維持管理や配水量の調整といった任を務めてきた。
塩沢堰の余水を貯え、水不足に備えることを目的とした女神湖の建設工事は、芦田村・横鳥村・三都和村・本牧村・北御牧村・塩川村の6村（現在の立科町・佐久市・東御市・上田市）による農業水利改良事業として、1942年4月に開始。工事には蓼科農学校（現・長野県蓼科高等学校）の生徒も動員された。1946年からはGHQの監督のもと工事が行われたが、資材や食糧の不足により、1949年をもって中断された。
1961年、県営御牧原農業水利改良事業が着工となり、各水源からの水を荒井戸頭首工から配水する現在の方式へと改良する工事が開始された。既存の用水路の活用に加え、新たにトンネルを掘るなどして幹線水路の整備を推進。中断されていた女神湖の建設工事も再開され、地質条件の悪さから工事に遅れが生じたものの、1966年に完成した。県営御牧原農業水利改良事業の全事業は1976年に完成。総工費は13億3800万円であった。
2018年（平成30年）1月16日、立科2号幹線用水路を利用した陣内森林公園小水力発電所が運転を開始した。陣内森林公園にて最大0.47立方メートル毎秒の水を取り入れ、49.29メートルの有効落差を得て、最大181キロワット、年間約1,000メガワット時の電力量を発生し、全量を中部電力に売電する。計画・施工・保守は日本小水力発電株式会社、発電事業者は日本発電株式会社である。発電用水車はチェコのシンク社製横軸2セルクロスフロー水車、発電機には三相誘電発電機が採用されている。

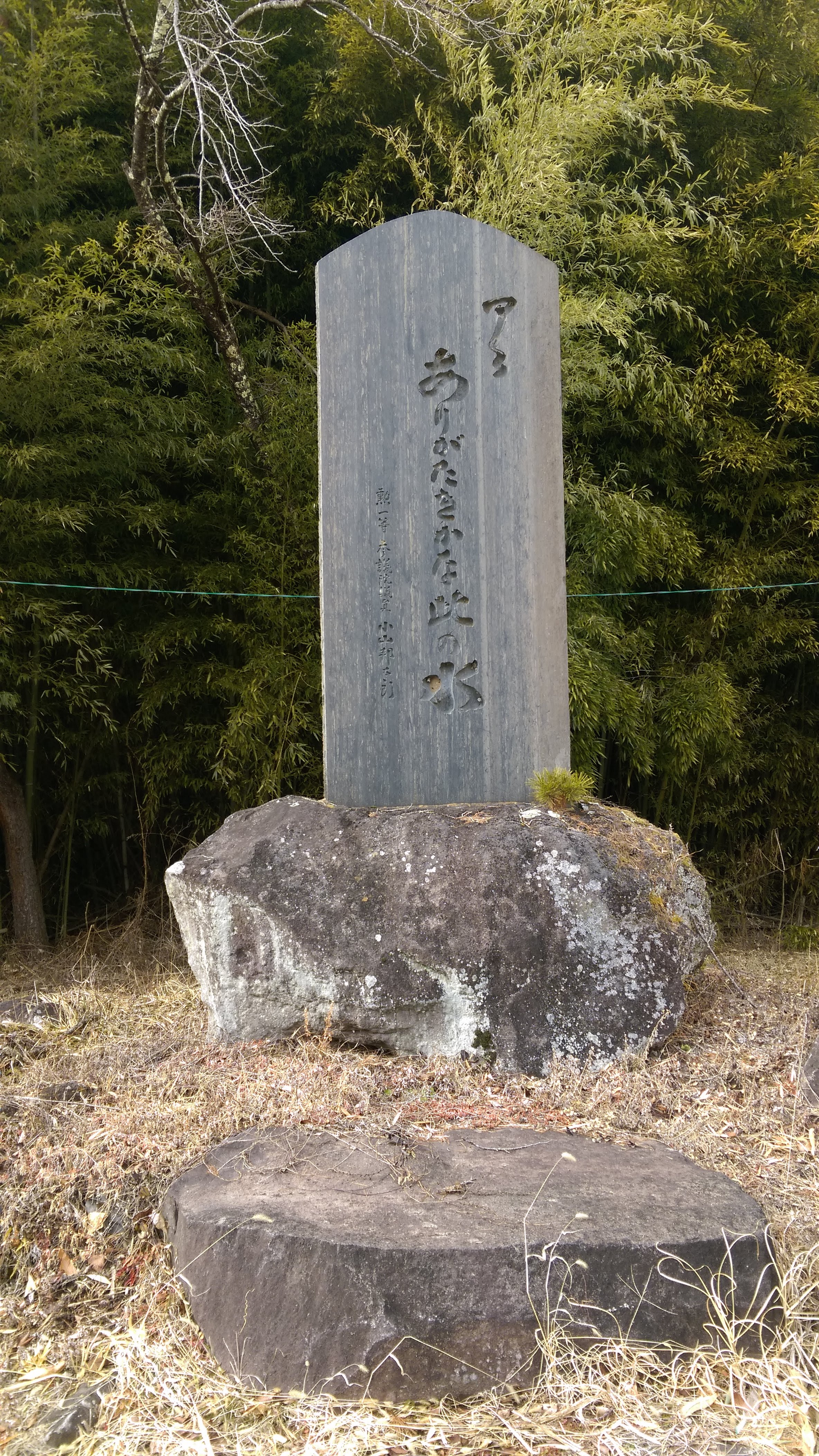
県営御牧原農業用水水利改良事業竣工記念碑（小諸市御牧ヶ原）
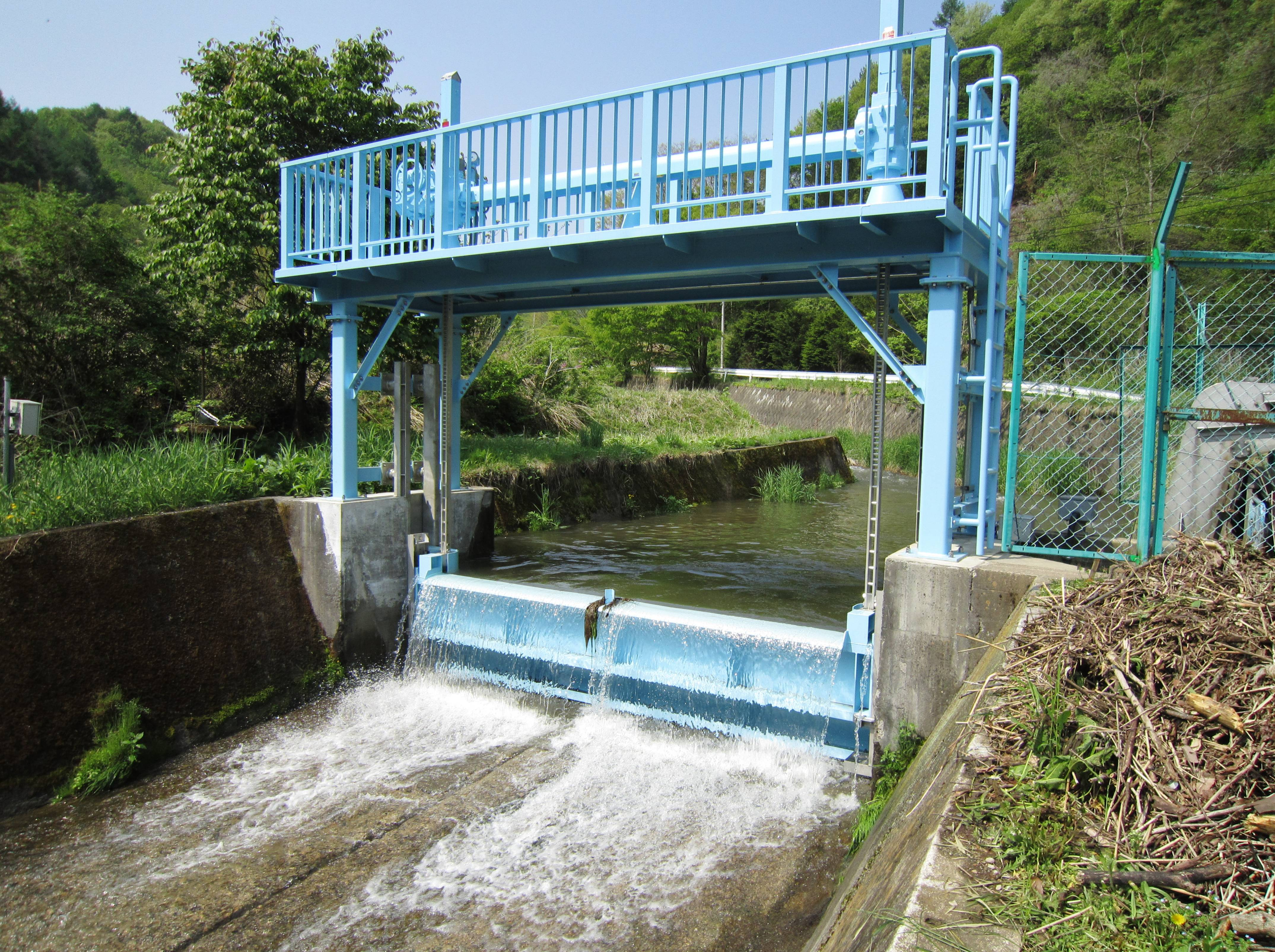
現在の荒井戸頭首工（2010年撮影）
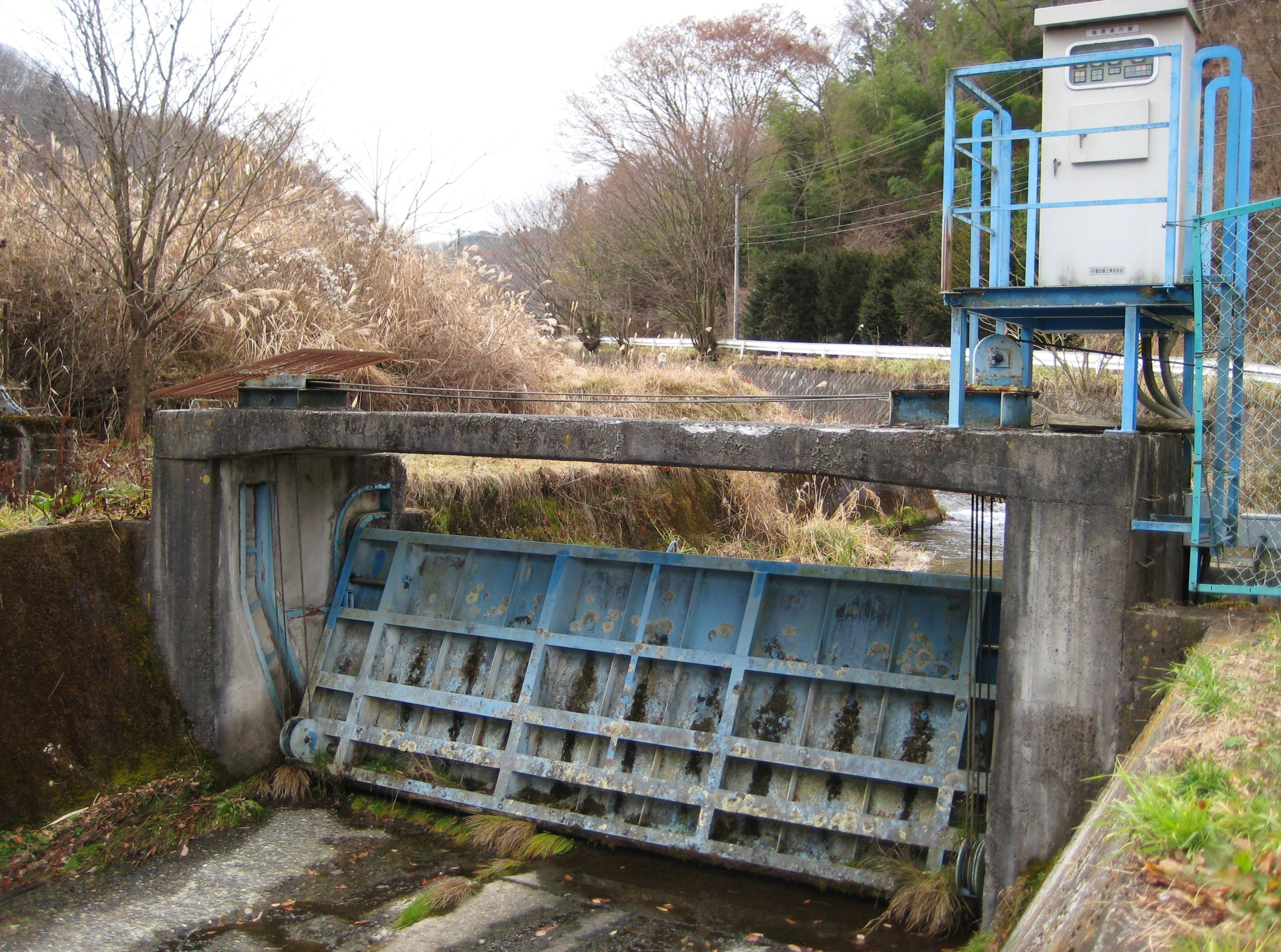
改修前の荒井戸頭首工（2009年撮影）
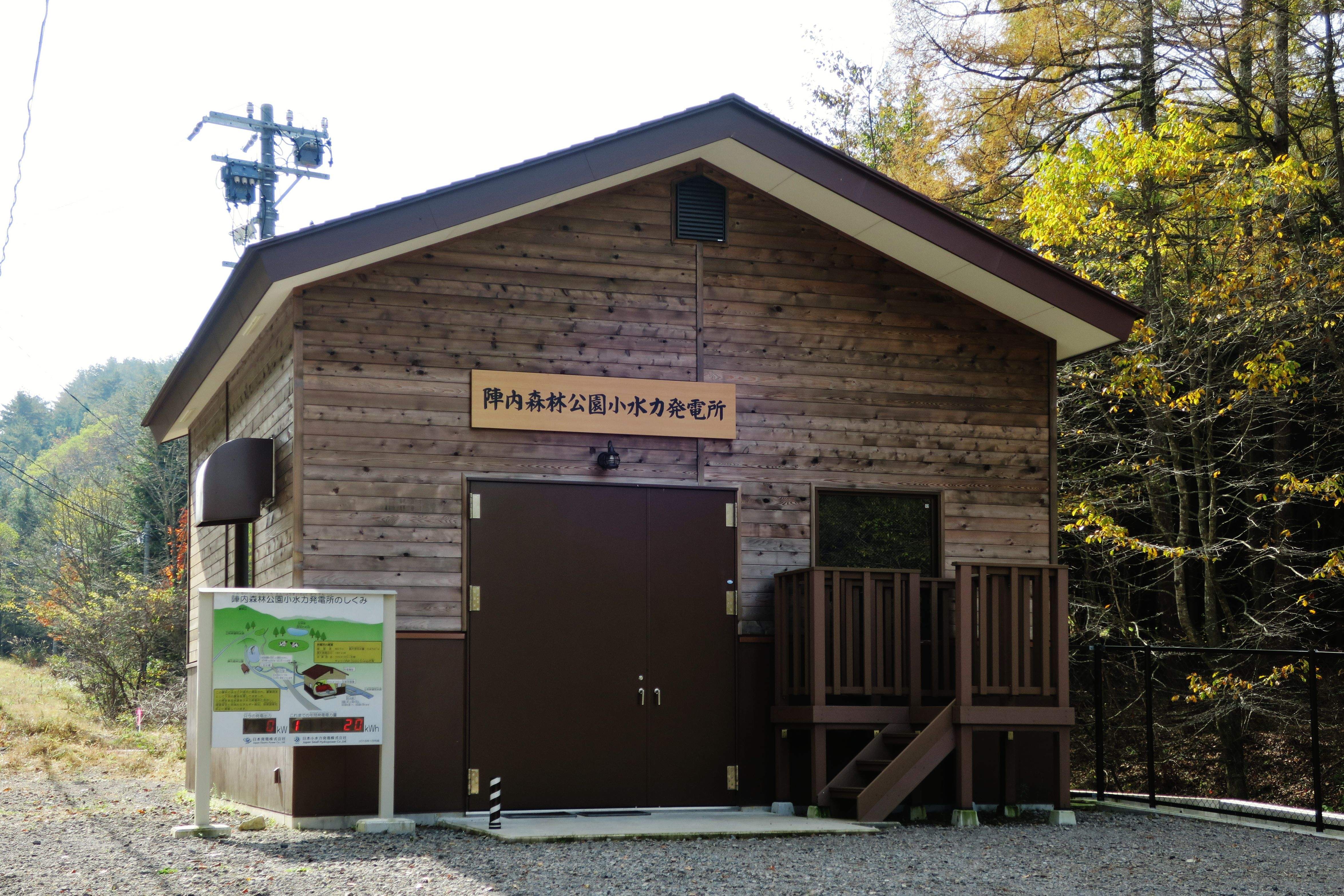
陣内森林公園小水力発電所

- ウィキメディア・コモンズには、荒井戸頭首工に関するカテゴリがあります。
- ウィキメディア・コモンズには、陣内森林公園小水力発電所に関するカテゴリがあります。

## 伝承

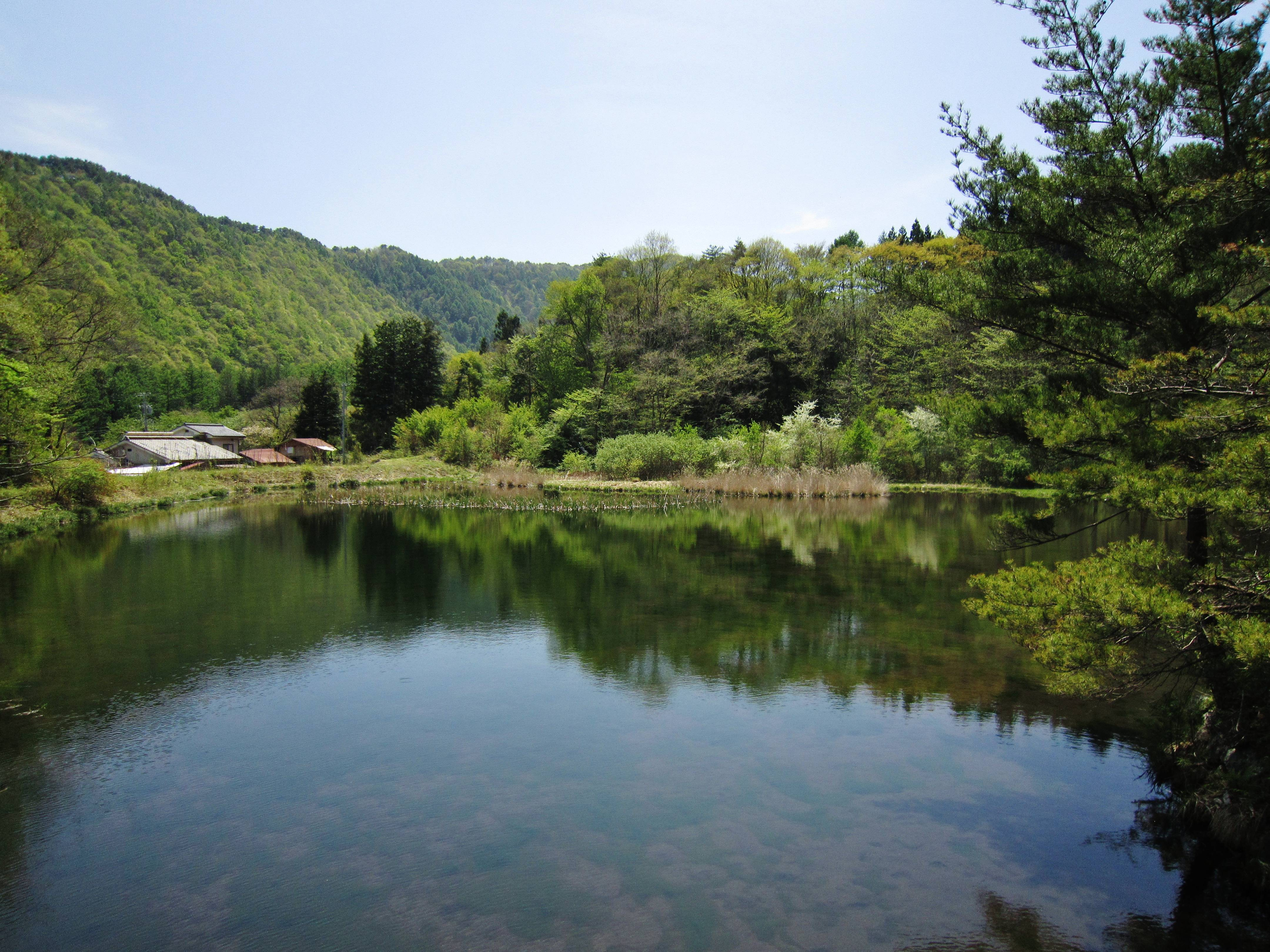
夜の池（小県郡長和町）

河童伝説
現在の女神湖がある場所には、かつて赤沼の池と呼ばれる池があり、河太郎という名の河童が住んでいた。河太郎は道行く人々を池の中に引きずり込むという悪事を働いており、この話を聞いた侍の諏訪頼遠によって退治されてしまう。今後悪事を働かないと約束して、その夜のうちに赤沼の池を去った河太郎は、和田宿の裏山に作り出した池に移住した。その池は一夜にして出来たということから、夜の間の池と呼ばれるようになったが、元いた赤沼の池は涸れてなくなってしまった。

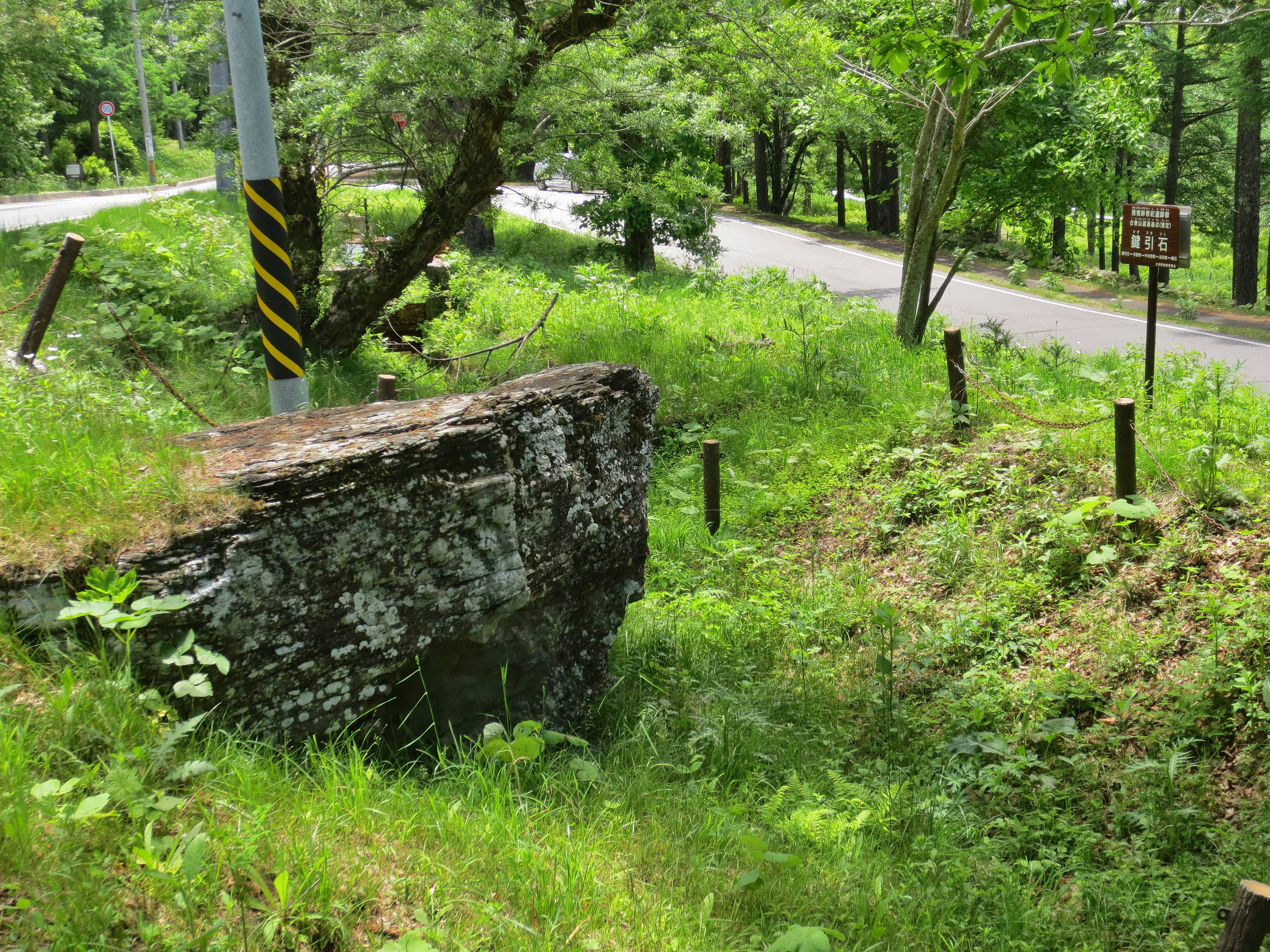
鍵引石
女神湖の付近にある巨石。むかし、旅人はこの石に旅の安全を祈願したという。現在では史跡として立科町の文化財に指定されている。
前述の河童伝説においては河童の河太郎が座っていた石であるとされる。河太郎は人間の子供に化けて石の上に座り、道行く人々に「かぎ引き」をしようと声を掛けていた。「かぎ引き」とは、かぎの形にした指を絡ませ、互いに引き合う遊びである。河太郎と指を絡ませたら最後、力ずくで池の中に引きずり込まれてしまうのであった。

## アクセス
公共交通機関
JR北陸新幹線・佐久平駅から路線バスで59分間、徒歩2分間。
JR中央本線・茅野駅から路線バスで45分間、バスを乗り換えて10分間、徒歩2分間。
付近に「女神湖」・「鍵引石」バス停が設置されている。
自家用自動車
上信越自動車道・佐久インターチェンジから37キロメートル、自動車で50分間。
中央自動車道・諏訪インターチェンジから30キロメートル、自動車で40分間。
普通自動車250台、大型バス80台が駐車可能な駐車場がある。

## 女神湖に関連する作品
- 『ああ女神湖で逢った人』 - 作詞 - 南英市 / 作曲 - 滝謙太郎による歌[21]。1964年、『白樺高原音頭』とともに発表された[21]。
- 『哀愁の湖』 - 氷川きよしの歌で、2008年10月1日発売[22]。歌詞に合う場所として女神湖が選ばれ、同年8月にミュージック・ビデオの撮影が行われた[22]。

## その他
- 農林水産省によるため池百選の選定において、女神湖は「赤沼ため池（女神湖）」として一次選定対象となったが、登録には至らなかった[23][24][25]。
- 2010年からイギリス文学者・井村君江の協力のもと、女神湖妖精祭というイベントが開催され始めた[26]。自然豊かな当地の環境はヨーロッパに伝わる妖精たちも好むとされ、妖精が人間界に近付く時期に合わせて開催時期を設定（2011年度は5月・6月・10月・2月に開催）[27]。いわゆる地域おこしとして企画されたものであり、テーマを妖精とすることでイベント自体の独自性・話題性を高めているほか、夏および冬の観光シーズンの節目にあたる時期にイベントを開催することで、その時期の集客を促進するねらいもあった[27]。のちに開催場所を東京都の上野公園に変更。上野の森を守りに信州立科から妖精がやってくるという設定で公演が続けられた[28]（第24回開催をもって休止[29]）。